# Eoghan Ó Siadhail
Eoghan Ó Siadhail [ˈoːən oːˈʃiːəlʲ] (englisch Owen O’Shiel; * 1584 in Maigh Chaisil (Moycashel), Westmeath, Irland; ⚔ 21. Juni 1650 in der Schlacht von Scarrifholis bei Letterkenny) war Generalarzt der Armee der Konföderation Irland in den Irischen Konföderationskriegen von 1642 bis 1650. Aufgrund seines Ansehens wurde er eagle of doctors (irisch Iolar na nDochtúirí) genannt.
Ó Siadhail entstammte einer Familie von traditionellen Erb-Leibärzten irischer Herrscher (insbes. Mac Mathghamhna von Oriel und Mac Cochláin von Dealbhna Eathra in Offaly). Er lernte den Beruf des Arztes zunächst von seinem Vater und dem in der Familie tradiiertem Lehrbuch (basierend auf Lilium Medicinae von Bernhard von Gordon, das in irischer Übersetzung vorlag). Er begann seine weiteren Studien 1604 in Paris und ging anschließend nach Leuven, Padua und Rom. Nach erfolgter Promotion wurde er in den Spanischen Niederlanden Chefarzt des Militärkrankenhauses in Mechelen. 1620 kehrte er nach Irland zurück, arbeitete zunächst in Dublin und erwarb sich dort einen guten Ruf. 1642 wurde er Militärarzt in der Leinster-Armee unter Thomas Preston. 1646 wechselte er in die Ulster-Armee unter Eoghan Rua Ó Néill, dessen Leibarzt er wurde. Zum Zeitpunkt des Todes von Ó Néill 1649, bei dem man einen Mord durch Vergiftung vermutete, war er jedoch nicht anwesend. Ó Siadhail starb 1650 in der Schlacht von Scarrifholis, in welcher die Konföderationsarmee vernichtend geschlagen wurde.